# Antonio Sánchez (batteur)
Pour les articles homonymes, voir Antonio Sánchez et Sánchez.
Antonio Sánchez, né le 1er novembre 1971 à Mexico, est un batteur et compositeur de jazz mexicano-américain. En 2014, il écrit la musique du film Birdman d'Alejandro G. Iñárritu qui le fera connaître.

## Biographie
Né à Mexico au Mexique, Antonio Sánchez commence à jouer de la batterie à l'âge de cinq ans. Encore adolescent, il entame sa carrière professionnelle. Il obtient le diplôme de piano classique du Conservatoire National de musique (es) en 1993 avant de déménager à Boston pour étudier au Berklee College of Music. Il décroche un diplôme magna cum laude en études de jazz, et obtient une bourse pour un master en improvisation jazz au conservatoire de musique de la Nouvelle-Angleterre de Boston. Il est le petit-fils de l'acteur mexicain Ignacio López Tarso.

### Carrière
Alors que Sánchez est encore au conservatoire, en 1997, son professeur Danilo Pérez le recommande auprès de Paquito d'Rivera qui le choisira comme batteur pour le Dizzy Gillespie's United Nations Orchestra, et avec qui il partira en tournée. Plus tard, en 1997, Pérez l'invite à jouer dans son trio acoustique avec qui il débutera une longue tournée, et enregistrera l'album Motherland nommé au Grammy Awards. Pat Metheny l'ayant vu jouer durant cette tournée lui proposera de rejoindre son groupe en tant que batteur, après une série d'auditions.
Le groupe enregistrera deux albums avec lui. Le premier, Speaking of Now, remporte le Grammy du meilleur album de jazz contemporain en 2003. Un DVD du même nom retrace la tournée de promotion du disque. Le deuxième album, The Way Up, sort en janvier 2005. Sànchez jouera plus tard dans nombre de quatuors et trios sous la direction de Metheny. Le Day Trip du Pat Metheny Trio (Metheny à la guitare, Sánchez à la batterie, et Christian McBride à la basse) sort en janvier 2008 et sera largement acclamé par les critiques de jazz. En 2012, il participe à l'album Unity Band du même groupe.
En 2006, Antonio Sánchez rejoint le corps professoral de l'université de New York. L'année suivante, il enregistre son premier album solo, Migration, sur le label CAM Jazz. Pat Metheny, Chick Corea, Chris Potter, David Sánchez, et Scott Colley sont présents sur le disque. Le site Allaboutjazz.com dira qu'il s'agit d'une des meilleures sorties de début 2007. À propos du disque, Sánchez dira : « Je ne voulais pas que les gens se disent que c'est un album de batteur... Je voulais qu'on sente que ce disque aurait pu être écrit par n'importe quel instrumentiste. Musicalement, j'ai réfléchi à ne pas faire trop de solos, à ne pas en faire des tonnes. Je voulais que la musique soit très mélodique, accessible, et pleine d'interactions. ».
En 2010, il sort son deuxième album solo, Live in New York at Jazz Standard, un double album live enregistré au Jazz Standard de New York après la tournée américaine du groupe, composé alors de Miguel Zenón au saxophone alto, David Sánchez au ténor, et Scott Colley à la basse acoustique. Disque qui sera bien accueilli par la critique.
L'année 2013 marque la sortie de son troisième album solo New Life, enregistré en janvier 2012. Il renferme huit compositions originales et est interprété par Thana Alexa au chant, David Binney au saxophone alto, Donny McCaslin au saxophone ténor, John Escreet au piano et Matt Brewer à la basse. Tous ses albums solo sont sortis sur le label Cam Jazz.
En 2014, il écrit la musique du film Birdman d'Alejandro G. Iñárritu. Publiée le 14 octobre 2014, la bande originale lui vaut une nomination pour le Golden Globe de la meilleure musique de film et le British Academy Film Award de la meilleure musique de film. Il gagne le Critics' Choice Movie Award de la meilleure musique de film et le Satellite Award de la meilleure musique de film. Cependant, il sera disqualifié de la course à l'Oscar de la meilleure musique de film puisque le film contient également une part importante de musique classique.
L'album solo Bad Hombre, lui vaut une nomination aux Grammy Awards du meilleur album instrumental contemporain.

### Équipement
Sánchez joue sur une batterie Yamaha équipée de peaux Remo, de cymbales et baguettes Zildjian et LP Percussion.

## Discographie

### En tant que leader
- Migration (CAM Jazz, 2007)
- Live in New York at Jazz Standard (CAM Jazz, 2010)
- New Life (CAM Jazz, 2013)
- Three Times Three (CAM Jazz, 2015)
- The Meridian Suite (CAM Jazz, 2015)
- Bad Hombre (CAM Jazz, 2017)

### Musique de film
- Birdman (ou la Surprenante Vertu de l'ignorance)

### En tant que sideman
Avec Avishai Cohen
- Unity (Stretch, 2001)

Avec Alexei Tsiganov & Misha Tsiganov
- Tsiganov Brothers (BMI, 2003)

Avec Michael Brecker
- Wide Angles (Verve, 2004)

Avec Gary Burton
- Quartet Live (Concord Jazz, 2009)
- Common Ground (Mack Avenue, 2011)
- Guided Tour (Mack Avenue, 2013)

Avec Chick Corea
- Dr Joe (Stretch, 2008)

Avec Bendik Hofseth
- XI (Grappa, 2009)

Avec Pat Metheny
- Speaking of Now (Nonesuch, 2002) – Pat Metheny Group
- The Way Up (Nonesuch, 2005) – Pat Metheny Group
- Day Trip (Nonesuch, 2008) – Pat Metheny Trio
- Tokyo Day Trip (Nonesuch, 2008) – Pat Metheny Trio
- Unity Band (Nonesuch, 2012) – Pat Metheny Unity Band
- Tap: Book of Angels Volume 20 (Tzadik/Nonesuch, 2013) composed by John Zorn
- Kin (↔) (Nonesuch, 2014) – Pat Metheny Unity Group
- The Unity Sessions (Nonesuch, 2016) – Pat Metheny Unity Group

Avec Enrico Pieranunzi
- Latin Jazz Quintet Live at Birdland (Cam Jazz, 2010)
- Permutation (Cam Jazz, 2012)
- Stories (Cam Jazz, 2014)

Avec Dewa Budjana
- Hasta Karma (Moonjune, 2015)